# Adolfo Alessandrini
Adolfo Alessandrini (Suzzara, 30 maggio 1902 – Roma, 22 settembre 1987) è stato un diplomatico e giornalista italiano, Segretario generale del Ministero degli Affari Esteri nel 1958.

## Biografia

### Studi e prime destinazioni
Laureatosi in giurisprudenza a Bologna nel 1924, Alessandrini entra nella carriera diplomatica l'anno successivo ed è inviato al Cairo come prima destinazione. Nel 1926 è segretario della conferenza italo-egiziana per la delimitazione del confine libico. Successivamente è console a Klagenfurt (1931) e segretario di legazione a Belgrado (1933).
Allo scoppio della Guerra d'Etiopia (1935), Alessandrini è a Roma, presso il gabinetto del ministro. Si arruola come ufficiale di cavalleria nel corpo d'armata eritreo e guadagna due medaglie di bronzo al valor militare, di cui una sul campo.

### In Oriente e negli Stati Uniti
All'inizio del 1937, Alessandrini è consigliere d'ambasciata a Pechino, presso il governo nazionalista di Chiang Kai-shek. Resta in Cina due anni, in piena guerra sino-giapponese svolgendo anche il ruolo di incaricato d'affari in missione a Shanghai, Nanchino, Wuhan e a Hong Kong; segue il governo nazionalista nella capitale provvisoria a Chongqing e allestisce la sede della nuova ambasciata italiana.
Allo scoppio della guerra in Europa, Alessandrini chiede e ottiene di rientrare a Roma, ma vi resta per poco. Ai primi del 1940 è inviato a Washington (1940) a capo di una missione economica, con il compito di negoziare con gli inglesi un permesso speciale di attraversamento dell'Atlantico per le navi italiane, essendo l'Italia, tecnicamente,  ancora un paese neutrale. La missione si conclude con l'entrata in guerra anche dell'Italia (10 giugno 1940). Alessandrini rientra in patria via San Francisco, Tokyo e Mosca.

### Nuove destinazioni
Rientrato nuovamente al ministero, Alessandrini è nominato vice-direttore degli Affari Transoceanici (1940-1942). Nel gennaio del 1942 è a Berna, a capo della delegazione per la protezione dei prigionieri e internati italiani. Dopo l'8 settembre, si schiera con il Governo Badoglio; per tale motivo, il Segretario generale del Ministero degli Affari Esteri Renato Prunas lo richiama quale collaboratore nella capitale provvisoria di Brindisi e poi ancora a Roma.
Dal 1946 al 1950 Alessandrini è ministro plenipotenziario a Beirut; conclude con il Libano un trattato di amicizia, commercio e navigazione. Nel 1949 è incaricato di una missione esplorativa in Libia per verificare la volontà degli italiani ivi residenti circa l'eventuale prosieguo della colonizzazione italiana. Comunica che la maggioranza dei connazionali è favorevole all'indipendenza della Libia.
Promosso ambasciatore è destinato ad Atene (1950-54). Favorisce l'adesione di Grecia e Turchia alla NATO. Forse per tale azione, è successivamente nominato rappresentante permanente per l'Italia nel Consiglio Atlantico  (1954-58), con destinazione Parigi. Nella capitale francese è costretto a subire l'amputazione della gamba.

### Ultimi incarichi
Dal febbraio al novembre del 1958  Alessandrini ricopre l'incarico di Segretario generale del Ministero degli Affari Esteri, la più alta carica della diplomazia. È per un breve periodo Ambasciatore in Canada e termina la sua carriera nuovamente come rappresentante permanente al Consiglio Atlantico per altri otto anni (1959-1967).
Una volta collocato a riposo, oltre a redigere le sue memorie, collabora con il quotidiano Il Tempo (1967-1979), con la Nuova Antologia ed altre riviste. È membro dell'Accademia Nazionale Virgiliana di Mantova.
Adolfo Alessandrini è sepolto nella cappella di famiglia, nel cimitero di Quistello (Mantova).